# 아키타 방송

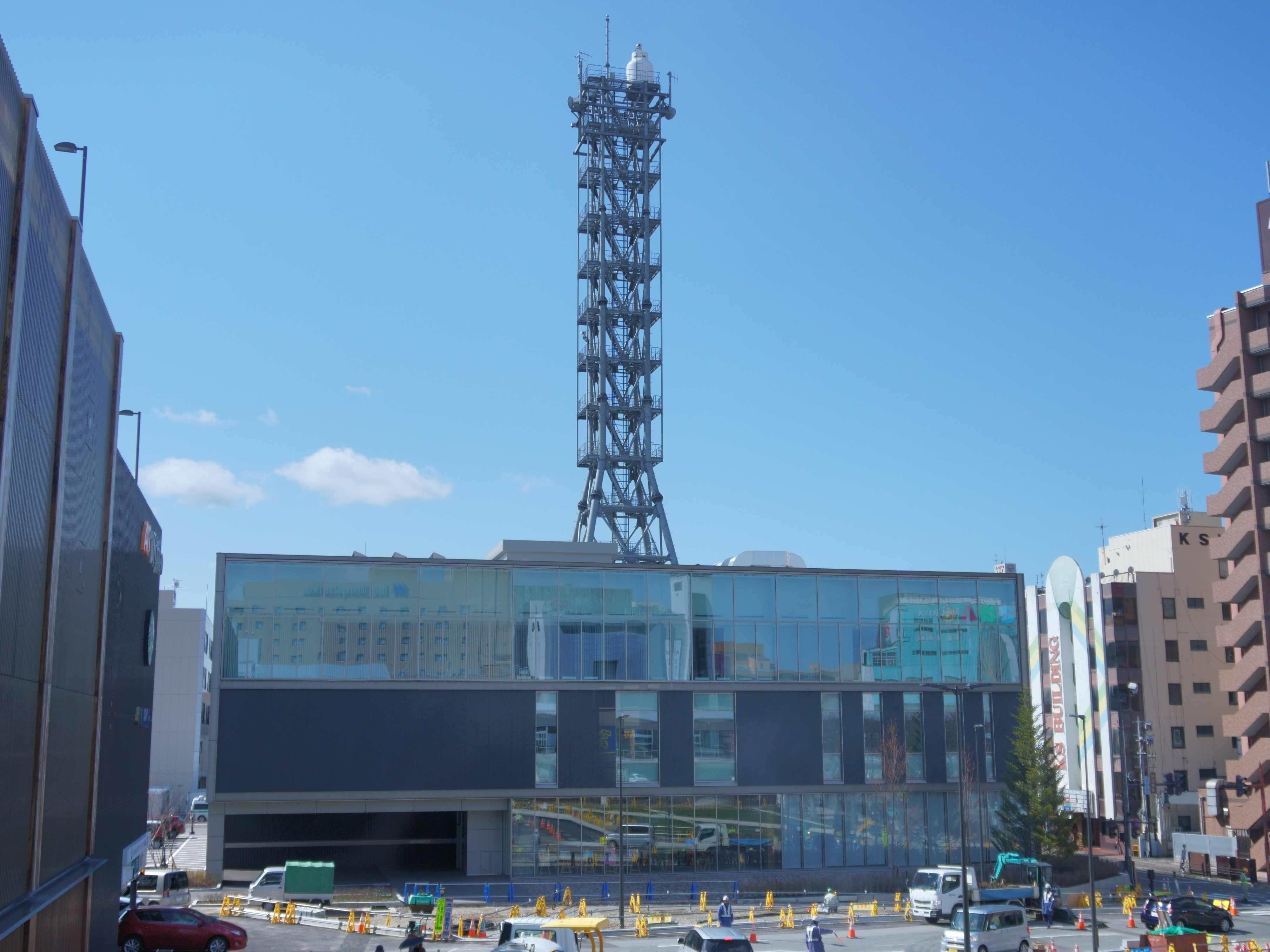

아키타 방송은 아키타현에 처음 세워진 민영방송국으로 라디오 방송국은 1953년 11월 1일, 텔레비전 방송국은 1960년 4월 1일 개국했다.
약칭은 ABS, 라디오 호출 부호는 JOTR, 텔레비전 호출 부호는 JOTR-DTV이다.

## 방송국 개요
- 텔레비전 네트워크는 NNN에 가맹했다.개국 당시에는 JNN에 가맹할 예정이었지만 개국 당시 방송용 마이크로 회선이 하나뿐이어서 야마가타현에 있는 야마가타 방송의 회선을 같이 이용했는데 야마가타 방송이 니혼TV 계열국었기 때문에 어쩔 수 없이 니혼TV 계열국이 되었고 그 때문에 아키타 현에는 도쿄 방송 계열국이 없어 일부 TBS 계열 프로그램을 방송하고 있다.
  - 다른 계열국의 프로그램을 스폰서를 포함해 방송하는 경우가 많고 주말에 일본 전역에 방송되는 지역 방송국 제작 특별 프로그램 및 스포츠 중계 대신 다른 계열국의 프로그램을 방송하기 때문에 여전히 비완전가맹국인 채로 있다. 이 밖에도 TV 도쿄 계열 방송국 제작 프로그램이나 독립 UHF 방송국의 프로그램 중 유일하게 TOKYO MX 제작 프로그램을 방송하고 있다.
- 라디오는 JRN과 NRN의 크로스 넷이며 JRN 계열의 프로그램 비율이 상대적으로 높은데 이는 텔레비전이 TBS 계열이 될 수 없자 대신 라디오를 TBS 쪽과 강하게 연결시킨 것으로 추정된다.
- 요미우리 신문·니혼TV와 자본관계를 맺지 않았다.

## 연혁
- 1953년 2월 14일 - 라디오 도호쿠 제1회 설립 발기인회 개최
- 1953년 3월 28일 - 라디오 도호쿠, 아키타시에 중파 라디오 방송국 개설을 신청
- 1953년 8월 1일 - 라디오 도호쿠에 라디오 방송국의 예비 면허 (호출 부호 JOTR, 주파수 720kHz, 출력 1kW(야간 0.5 kW))
- 1953년 10월 20일 - 라디오 도호쿠(주), 설립 등기 마침
- 1953년 10월 26일 - 라디오 방송국 본면허 교부
- 1953년 11월 1일 - RTB 라디오 도호쿠, 일본 29번째 중파라디오 본방송 개시
- 1956년 2월 17일 - 아키타시에 텔레비전 방송국의 개설을 신청
- 1956년 2월 27일 - 밤낮 모두 1kW로 출력 증대
- 1956년 10월 1일 - 주파수 940kHz로 변경
- 1957년 12월 22일 - 텔레비전 방송국 예비 면허 교부신청
- 1958년 3월 14일 - 텔레비전 방송국 예비 면허 교부(호출 부호 JOTR-TV, 11 ch)
- 1960년 3월 22일 - 텔레비전 방송국 본면허 교부
- 1960년 4월 1일 - 텔레비전 본방송 개시. 니혼TV를 주체로 한 오픈 네트워크 방송국이었지만 당시 니혼TV가 뉴스 네트워크를 결성하지 않았기 때문에 간접적으로 JNN에 참가했다.
- 1961년 5월 29일 - 주식회사 아키타 방송(약칭 ABS)으로 회사명 변경
- 1965년 7월 7일 - 텔레비전 컬러 방송 개시
- 1966년 4월 1일 - NNN 발족과 동시에 가맹.
- 1969년 12월 1일 - 아키타 TV 개국에 따라 후지 TV와 NET-TV의 프로그램이 대부분 중단된다.[1]
- 1992년 10월 1일 - 아키타 아사히 방송 개국에 따라 민간방송 교육협회 제작 프로그램을 제외한 TV아사히의 프로그램이 중단되고 동시에 간접적인 JNN 참가를 취소하면서 뉴스 네트워크를 NNN으로 통일한다.[2]
- 2005년 6월 10일 - 지상파 디지털 텔레비전 방송예비 면허 교부
- 2006년 3월 31일 - 지상파 디지털 텔레비전 방송의 본면허 교부
- 2006년 4월 1일 - 텔레비전 24시간 방송 개시(니혼TV NEWS 24 동시연결 방송 시작), 지상파 디지털 텔레비전 시험 방송 개시.
- 2006년 6월 1일 - 지상파 디지털 텔레비전 본방송 개시.
- 2010년 6월 30일 - 텔레비전 24시간 방송 종료.
- 2011년 7월 24일 - 지상파 아날로그 텔레비전 방송 종료.

## 라디오
- 24시간 동안 방송하지만 월요일 새벽 1시부터 4시까지는 정파시간을 갖는다. 방송 시작 기점은 오전 5시이다.

### 라디오 주파수
| 방송국·중계국        | 콜사인 | 주파수  | 출력 | 비고 |
| -------------------- | ------ | ------- | ---- | ---- |
| 아키타 방송국        | JOTR   | 936kHz  | 5kW  |      |
| 아키타 FM 보완중계국 | -      | 90.1MHz | 1kW  |      |
| 아사마이 중계국      | JOTO   | 1485kHz | 100W |      |
| 오다테 중계국        | JOTE   | 1557kHz | 100W |      |
| 카즈노 중계국        | -      | 801kHz  | 100W |      |
| 혼죠 중계국          | -      | 1557kHz | 100W |      |
| 히가시나루세 중계국  | -      | 801kHz  | 100W |      |

## 텔레비전 네트워크의 변천
- 1960년 4월 1일 - 텔레비전 방송 개시. 니혼TV·도쿄 방송·후지 TV·NET TV와 네트워크 관계를 맺는다. 뉴스 계열을 니혼TV 쪽으로 하기로 결정했지만 아직 NNN이 결성되지 않았기 때문에 간접적으로 JNN에 참가한다.
- 1966년 4월 1일 - 뉴스 네트워크 NNN 시작. 이로 인해 JNN 제작 뉴스 프로그램을 종료하지만 일부 아침 뉴스 프로그램을 계속 방송.
- 1967년 6월 - 민간방송 교육협회에 가맹.
- 1969년 12월 1일 - 아키타 TV가 개국함에 따라 후지 TV 프로그램이 중단되면서 민간방송 교육협회 제작 프로그램·생방송 프로그램을 제외한 NET-TV계열 방송국 제작 프로그램 일부가 같이 이행.
- 1972년 - NNS에 가맹.
- 1987년 4월 1일 - 아키타 TV가 FNN·FNS 완전가맹국이 되면서 아키타 TV에서 TV 아사히 프로그램 일부가 이행된다.
- 1992년 10월 1일 - 아키타 아사히 방송 개국과 더불어 민간방송 교육협회제작분 이외의 TV 아사히 프로그램이 중단되면서, 니혼TV 머스트 바이국이 되고 JNN 참가를 취소하지만 TBS와는 일반 프로그램 판매를 통한 관계를 계속 유지하고 있다.

## 특징
- 봄과 가을이 되면 현내 초등학교·중학교의 수학 여행정보를 CM형태로 내보내며 주로 저녁에 방송하고 있다.
- 도호쿠 지방의 NNN계열국 중에서 니혼TV NEWS 24를 마지막으로 재전송한 방송국인데 이는 니혼TV와의 불화가 원인이라 하며 News 24 재전송은 2010년 6월 30일을 끝으로 종료되었다.

## 이 회사 출신 인물
- 사토 하루오
- 우에노 야스오 (1971년~2008년 2월, 의뢰퇴직, 퇴직 후에도 라디오 프로그램을 진행한 적이 있음.)

## 아키타현에 있는 다른 텔레비전·라디오 방송국
- NHK 아키타 방송국
- 아키타 TV(AKT)(후지 TV 계열)
- 아키타 아사히 방송(AAB)(TV 아사히 계열)
- FM아키타(JFN 계열)